# Arno Wand
Arno Wand (* 1943 in Geismar) ist ein deutscher römisch-katholischer Priester, Kirchenhistoriker und Autor.

## Leben
Arno Wand wurde als Sohn von Philipp Wand (1908–1996) und Hedwig Wand (1914–1997) im Eichsfeld geboren. Er studierte von 1962 bis 1969 am Philosophisch-Theologischen Studium in Erfurt und im Pastoralseminar Neuzelle; die Promotion zum Dr. theol. erfolgte 1996 an der Universität Salzburg („Die Auseinandersetzungen zwischen dem katholischen Reichsstift zum Heiligen Kreuz und der evangelischen Reichsstadt Nordhausen in den Jahren 1648 bis 1802“).
Im Erfurter Dom empfing er 1969 die Priesterweihe und war seitdem in der Pastoral tätig (Kaplan, Pfarrer). 1972/73 war er Seelsorger an St. Josef in Ilmenau, von 1981 bis 1992 Pfarrer der Domgemeinde Nordhausen und anschließend in der Klinikseelsorge tätig, als Rektor im St.-Vinzenz-Krankenhaus Heilbad Heiligenstadt und seit 2002 als Rektor im Eichsfeld-Klinikum mit den Standorten Heiligenstadt, Worbis und Reifenstein. Am 30. September 2012 ging er in den Ruhestand.
Wand ist Sachbuchautor und veröffentlicht zur Lokal- und Regionalgeschichte, zur Landeskunde und Kirchengeschichte Thüringens.

## Werke
- Die Katholische Kirche in Thüringen (1785–1914). Cordier, Heiligenstadt 2011. ISBN 978-3-939848-29-5
- Glaube und Schmerzbewältigung. Cordier, Heiligenstadt 2008. ISBN 978-3-939848-16-5
- Die Geschichte der Kirche Thüringens. Cordier, Heiligenstadt 2007. ISBN 978-3-939848-03-5
- Das Reichsstift „Zum Heiligen Kreuz“ in Nordhausen und seine Bedeutung für die Reichsstadt 961–1810. Eichsfeld-Verlag, Heilbad Heiligenstadt 2006. ISBN 978-3-935782-08-1
- Heiligenstadt und seine Stadtpatrone. Cordier, Heiligenstadt 2001. ISBN 3-929413-51-5
- Das Eichsfeld als bischöfliches Kommissariat 1449–1999. Benno-Verlag, Leipzig 1999. ISBN 3-7462-1349-5
- Reformation, katholische Reform und Gegenreformation im kurmainzischen Eichsfeld. Cordier, Heiligenstadt 1998. ISBN 3-929413-44-2
- Das katholische Reichsstift zum Heiligen Kreuz in Nordhausen und seine Auseinandersetzung mit der evangelischen Reichsstadt 1648–1802. Benno-Verlag, Leipzig 1996. ISBN 3-7462-1170-0
- Das Chorgestühl im Dom zu Nordhausen. Deutscher Kunstverlag, München 1992.
- Die Gottesmutter mit der Akelei. Benno-Verlag, Leipzig 1991. ISBN 3-7462-0499-2
- Der Dom zu Nordhausen. Deutscher Kunstverlag, München 1991.
- Der Dom zum Heiligen Kreuz Nordhausen. St.-Benno-Verlag, Leipzig 1986.